# Ugo Fangareggi
Ugo Fangareggi, né le 30 janvier 1938 à Gênes et mort à Rome le 20 octobre 2017, est un acteur et metteur en scène italien.

## Biographie
L'acteur et metteur en scène Ugo Fangareggi  est né à Gênes le 30 janvier 1938 . Il a participé à de nombreux films sous son vrai nom d'Ugo Fangareggi et les pseudonymes de Hugh Fangar-Smith et Ugo Mudd. Acteur à part entière, spécialisé en particulier dans la comédie.  
Il a tourné sous la direction de réalisateurs comme entre autres Lucio Fulci, Antonio Pietrangeli, Ettore Scola, Nanni Loy, Lina Wertmüller, Mario Monicelli, Dino Risi et Dario Argento. 
Actif également à la télévision, il est apparu en 2010 dans la série télévisée de Rai 1 Il signore della truffa à côté de Gigi Proietti et dans Don Matteo en 2014. 
En 2013, il a tourné une docufiction de 45 minutes Ho un buco giovedì sur la maladie de Parkinson.
Ugo Fangareggi est mort à Rome le 20 octobre 2017 à l'âge de 79 ans.

## Filmographie partielle
- 1963 : La Fille de Parme (La parmigiana ) d'Antonio Pietrangeli
- 1964 : Cent millions ont disparu (La congiuntura) d'Ettore Scola
- 1966 : Rita la zanzara de Lina Wertmüller
- 1966 : Opération San Gennaro (Operazione San Gennaro) de Dino Risi
- 1966 : L'Armée Brancaleone  (L'armata Brancaleone) de Mario Monicelli
- 1967 : Au diable les anges (Operazione San Pietro) de Lucio Fulci
- 1968 : Commando suicide (Commando suicida) de Camillo Bazzoni : Harper
- 1970 : Le Gendarme en balade de Jean Girault
- 1971 : Le Chat à neuf queues (Il gatto a nove code) de Dario Argento
- 1971 : Quand les colts fument... on l'appelle Cimetière (Gli fumavano le Colt... lo chiamavano Camposanto) de Giuliano Carnimeo : Sancho
- 1971 : Le Juge de Jean Girault
- 1971 : La Poudre d'escampette de Philippe de Broca
- 1973 : L'Homme aux nerfs d'acier (Dio, sei proprio un padreterno!) de Michele Lupo
- 1974 : Sesso in testa de Sergio Ammirata (it) et Fernando Di Leo
- 1973 : Ce cochon de Paolo (Paolo il caldo) de Marco Vicario
- 1975 : Il cav. Costante Nicosia demoniaco ovvero: Dracula in Brianza de Lucio Fulci
- 1982 : La Nuit de Varennes d'Ettore Scola
- 1983 : Et vogue le navire... (E la nave va) de Federico Fellini
- 1987 : Helsinki-Napoli (Helsinki Napoli All Night Long) de Mika Kaurismäki
- 1990 : La Putain du roi (The King's Whore) d' Axel Corti